# ایکاروس سی۴۲
ایکاروس سی۴۲ (به انگلیسی: Ikarus_C42) یک هواگرد ملخ‌پیشین تک‌موتوره از نوع ورزشی سبک با بال‌های ثابت ساخت شرکت Comco Ikarus است. هواگرد ایکاروس سی۴۲ نخستین پروازش را در ۱۹۹۶ میلادی انجام داد. در مجموع، تعداد>۱٫۲۰۰ فروند از این هواگرد ساخته شده‌است.